# Matej Dečman
Matej Dečman, slovenski lazarist in duhovnik, * 28. julij 1979, Šmarje pri Jelšah.
Je župnik župnij Trbovlje - sv. Martin, Trbovlje - sv. Marija, Hrastnik ter Dol pri Hrastniku s sedežem v Trbovljah.

## Zgodnje življenje
Za duhovniški poklic se je zanimal že kot otrok, ko je v župniji deloval kot ministrant.

## Bogoslovje in posvečenje
Po končani gimnaziji je svojo željo predstavil lokalnemu župniku, ta pa je zanj napisal priporočilno pismo. Dečman je bil kmalu sprejet v bogoslovje. Po petih letih študija se je vpisal še na pastoralni letnik. 7. novembra 2004 je bil posvečen v diakona. Obred je vodil mariborski škof Franc Kramberger.

### Mašniško posvečenje
29. junija 2005 je bil v mariborski stolnici posvečen v duhovnika. Novo mašo je imel 10. julija v rodnem Šmarju.

## Župnik
Kot župnik je najprej deloval v župniji Dobova, kjer je obnovil in uredil veroučno učilnico, predavalnico ter pevsko sobo. 1. avgusta 2010 je bil premeščen v župnijo Velenje - bl. Anton Martin Slomšek, kjer je služboval 12 let.
Leta 2021 je dobil za obdobje študijskega dopusta župnika Janka Rezarja. v soupravo Župnijo Velenje sv. Martin. Leto kasneje je bil premeščen v Zasavje, kjer trenutno službuje v štirih župnijah, Trbovlje - Sv. Martin, Trbovlje - Sv. Marija, Hrastnik in Dol pri Hrastniku. Sedež ima v Trbovljah. Hkrati opravlja vlogo mentorja vikarju Gregorju Majcnu, ki je prav tako dejaven v vseh štirih župnijah.
Dečman je somaševal pri mašniškem in diakonskem posvečenju 2. julija 2023 v Petrovčah, kjer je Trboveljčan Mihael Hild postal stalni diakon.